# 奥野耕平
奥野 耕平（おくの こうへい、2000年4月3日 - ）は、兵庫県伊丹市出身のプロサッカー選手。Jリーグ・湘南ベルマーレ所属。ポジションはミッドフィールダー（MF）。

## 来歴

### クラブ
ガンバ大阪の下部組織出身。高校2年次の2017年9月、トップチームに2種登録された。登録直後の同月10日、ガンバ大阪U-23としてJ3第22節・アスルクラロ沼津戦でJリーグ初出場した。2018年10月、井手口陽介の後継者として期待され、2019年シーズンよりガンバ大阪のトップチームに昇格する事を発表。2019年11月4日、J3第29節のSC相模原戦でJリーグ初得点を決めた。
2020年8月12日、若手選手中心で臨んだルヴァンカップGL第3節の湘南ベルマーレ戦でトップチーム初出場を果たした。11月11日、第32節のヴィッセル神戸戦でJ1初先発初出場を果たし、フル出場でチームの勝利に貢献した。その後はスーパーサブを担い、途中出場により出場時間を増やし、J1リーグ戦に7試合出場した。
2022年3月2日、ルヴァンカップ予選リーグの大分トリニータ戦でトップチーム初得点を決めた。
2023年3月10日、湘南ベルマーレへの期限付き移籍が発表された。2024年より完全移籍。
2025年5月11日、第16節の東京ヴェルディ戦でJ1初得点を決めた。

### 代表
2017年10月、2017 FIFA U-17ワールドカップのU-17日本代表に選出。グループステージの3試合に出場し、チームのベスト16入りに貢献した。

## 所属クラブ
- 有岡FC[8]（伊丹市立伊丹小学校）
- 2013年 - 2015年 ガンバ大阪ジュニアユース（伊丹市立北中学校）
- 2016年 - 2018年 ガンバ大阪ユース（追手門学院高等学校[9]）
  - 2017年9月 - 2018年  ガンバ大阪 (2種登録選手)
- 2019年 - 2023年  ガンバ大阪
  - 2023年3月 - 同年12月  湘南ベルマーレ (期限付き移籍)
- 2024年 -  湘南ベルマーレ

## 個人成績
| 国内大会個人成績 | 国内大会個人成績 | 国内大会個人成績 | 国内大会個人成績 | 国内大会個人成績 | 国内大会個人成績 | 国内大会個人成績 | 国内大会個人成績 | 国内大会個人成績 | 国内大会個人成績 | 国内大会個人成績 | 国内大会個人成績 |
| 年度             | クラブ           | 背番号           | リーグ           | リーグ戦         | リーグ戦         | リーグ杯         | リーグ杯         | オープン杯       | オープン杯       | 期間通算         | 期間通算         |
| 年度             | クラブ           | 背番号           | リーグ           | 出場             | 得点             | 出場             | 得点             | 出場             | 得点             | 出場             | 得点             |
| 日本             | 日本             | 日本             | 日本             | リーグ戦         | リーグ戦         | リーグ杯         | リーグ杯         | 天皇杯           | 天皇杯           | 期間通算         | 期間通算         |
| ---------------- | ---------------- | ---------------- | ---------------- | ---------------- | ---------------- | ---------------- | ---------------- | ---------------- | ---------------- | ---------------- | ---------------- |
| 2019             | G大阪            | 26               | J1               | 0                | 0                | 0                | 0                | 0                | 0                | 0                | 0                |
| 2020             | G大阪            | 26               | J1               | 7                | 0                | 1                | 0                | 1                | 0                | 9                | 0                |
| 2021             | G大阪            | 17               | J1               | 26               | 0                | 1                | 0                | 2                | 0                | 29               | 0                |
| 2022             | G大阪            | 17               | J1               | 24               | 0                | 5                | 1                | 2                | 1                | 31               | 2                |
| 2023             | G大阪            | 17               | J1               | 0                | 0                | 0                | 0                | -                | -                | 0                | 0                |
| 2023             | 湘南             | 15               | J1               | 27               | 0                | 5                | 0                | 3                | 0                | 35               | 0                |
| 2024             | 湘南             | 15               | J1               | 26               | 0                | 1                | 0                | 3                | 1                | 30               | 1                |
| 2025             | 湘南             | 15               | J1               |                  |                  |                  |                  |                  |                  |                  |                  |
| 通算             | 日本             | 日本             | J1               | 110              | 0                | 13               | 1                | 11               | 2                | 134              | 2                |
| 総通算           | 総通算           | 総通算           | 総通算           | 110              | 0                | 13               | 1                | 11               | 2                | 134              | 2                |

| 2017   | G大23  | 60     | J3     | 4  | 0 | 4  | 0 |
| 2018   | G大23  | 46     | J3     | 2  | 0 | 2  | 0 |
| 2019   | G大23  | 26     | J3     | 23 | 1 | 23 | 1 |
| 2020   | G大23  | 26     | J3     | 22 | 3 | 22 | 3 |
| 通算   | 日本   | 日本   | J3     | 51 | 4 | 51 | 4 |
| 総通算 | 総通算 | 総通算 | 総通算 | 51 | 4 | 51 | 4 |

- 2017-2018年は2種登録選手

| 国際大会個人成績 | 国際大会個人成績 | 国際大会個人成績 | 国際大会個人成績 | 国際大会個人成績 |
| 年度             | クラブ           | 背番号           | 出場             | 得点             |
| AFC              | AFC              | AFC              | ACL              | ACL              |
| ---------------- | ---------------- | ---------------- | ---------------- | ---------------- |
| 2021             | G大阪            | 17               | 5                | 0                |
| 通算             | AFC              | AFC              | 5                | 0                |

出場歴
- Jリーグ初出場 - 2017年9月10日 J3第22節 vsアスルクラロ沼津（市立吹田サッカースタジアム）
- Jリーグ初得点 - 2019年11月4日 J3第29節 vsSC相模原（パナソニックスタジアム吹田）

## タイトル

### クラブ
ガンバ大阪ユース
- Jリーグインターナショナルユースカップ：1回（2017年）

### 個人
- 日本クラブユースサッカー選手権(U-15)大会・優秀選手（2015年）
- メニコンカップ・最優秀選手（2015年）

## 代表・選抜歴
- U-17日本代表
  - バツラフ・イェジェク国際ユーストーナメント（2017年）
  - 国際ユースサッカーin新潟（2017年）
  - 2017 FIFA U-17ワールドカップ（2017年）
- U-18 Jリーグ選抜
  - NEXT GENERATION MUCH（2018年）